# Simone Ferraz
Simone Ponte Ferraz (* 12. März 1990 in Ponte Serrada) ist eine brasilianische Leichtathletin, die im Hindernis- und Langstreckenlauf an den Start geht.

## Sportliche Laufbahn
Erste internationale Erfahrungen sammelte Simone Ferraz im Jahr 2019, als sie bei den Südamerikameisterschaften in Lima in 15:05,88 min die Bronzemedaille über 3000 Meter Hindernis hinter ihrer Landsfrau Tatiane da Silva und Belén Casetta aus Argentinien gewann und im 5000-Meter-Lauf in 16:37,06 min den siebten Platz belegte. Anschließend erreichte sie bei den Panamerikanischen Spielen ebendort in 10:11,04 min Rang acht im Hindernislauf und im Herbst belegte sie bei den Marathon-Südamerikameisterschaften in Buenos Aires in 2:38:10 h den siebten Platz. Zuvor siegte sie in 2:47:22 h beim Maratona Internacional da Cidade de Florianópolis und wurde beim Meia Maratona do São Paulo nach 1:20:50 h Dritte. 2021 gewann sie bei den Südamerikameisterschaften in Guayaquil in 9:45,15 min die Silbermedaille hinter Landsfrau Tatiane da Silva und belegte in 16:41,63 min den achten Platz über 5000 Meter. Anfang August startete sie im Hindernislauf bei den Olympischen Sommerspielen in Tokio, verpasste dort aber mit 10:00,92 min den Finaleinzug.
2022 belegte sie bei den Ibero-Amerikanischen Meisterschaften in La Nucia in 9:45,11 min den vierten Platz im Hindernislauf und gelangte mit 16:14,63 min auf Rang sechs über 5000 Meter. Anschließend schied sie bei den Weltmeisterschaften in Eugene mit 9:53,52 min im Vorlauf über die Hindernisse aus wurde dann bei den Halbmarathon-Südamerikameisterschaften in Buenos Aires in 1:17:51 h 14. Im Jahr darauf belegte sie bei den Südamerikameisterschaften in São Paulo in 16:31,53 min den vierten Platz über 5000 Meter und gewann in 9:59,44 min die Silbermedaille im Hindernislauf hinter ihrer Landsfrau Tatiane da Silva. Im Oktober wurde sie bei den Straßenlauf-Weltmeisterschaften in Riga nach 16:39 min 30. über 5 km und gelangte dann im November bei den Panamerikanischen Spielen in Santiago de Chile mit 10:00,62 min auf Rang sechs im Hindernislauf. 2024 gewann sie bei den Ibero-Amerikanischen Meisterschaften in Cuiabá in 9:52,93 min die Silbermedaille im Hindernislauf hinter ihrer Landsfrau Tatiane da Silva und über 5000 Meter belegte sie in 17:48,23 min den achten Platz.
In den Jahren von 2021 bis 2023 wurde Ferraz brasilianische Meisterin im 5000-Meter-Lauf sowie 2022 auch im Crosslauf.

## Persönliche Bestleistungen
- 5000 Meter: 15:43,20 min, 19. April 2024 in Walnut
- 10.000 Meter: 35:20,95 min, 31. März 2019 in Jaraguá
- Halbmarathon: 1:15:21 h, 14. November 2021 in Rio de Janeiro
- Marathon: 2:38:10 h, 22. September 2019 in Buenos Aires
- 2000 m Hindernis: 6:25,82 min, 20. Juni 2021 in Bragança Paulista
- 3000 m Hindernis: 9:31,59 min, 11. April 2024 in Azusa